# Hans Trauttenberg
Hans Heinrich baron von Trauttenberg (né le 6 janvier 1909 à Berlin, mort le 25 octobre 1985 à Westminster) est un joueur professionnel autrichien de hockey sur glace.

## Carrière
Trauttenberg commence le hockey à 10 ans à l'Institut Le Rosey en Suisse. Il étudie à l'université de Cambridge et joue dans son équipe de hockey sur glace à partir de 1928. Il est champion d'Angleterre en 1930. Il rejoint ensuite Streatham (en) avec qui il joue la Coupe d'Europe en 1935.
Trauttenberg est le défenseur autrichien le plus important des années 1930, il reçoit huit fois l'insigne international de la Fédération d'Autriche de hockey sur glace (de) (qui est délivrée de 1926 à 1938).
Avec l'équipe d'Autriche, il participe aux Jeux olympiques de 1936 à Garmisch-Partenkirchen. Il est présent également aux championnats du monde 1930, 1931, 1933, 1935 ainsi qu'au championnat d'Europe 1932. Le capitaine est le seul joueur à jouer en dehors de l'Autriche.
Après l'élimination de l'Autriche dans le tournoi olympique, il est arbitre de la finale entre le Canada et le Royaume-Uni.
Hans Trauttenberg est un opposant au nazisme. Il convainc la majorité de ses coéquipiers de ne pas faire le salut fasciste lors de la cérémonie d'ouverture des Jeux olympiques d'hiver de 1936 (en revanche, la plupart des membres de la délégation olympique autrichienne à l'époque le font).
Trauttenberg acquiert ensuite la nationalité britannique et sert dans son armée pendant la Seconde Guerre mondiale,.